# Renato Raffaele Martino

Renato Raffaele Martino (n. 23 noiembrie 1932, Salerno, Italia – d. 28 octombrie 2024, Roma, Italia) a fost un cardinal italian, fost președinte al Consiliului Pontifical pentru Justiție și Pace, observator permanent al Sfântului Scaun la Națiunile Unite (ONU) și președintele Consiliului Pontifical pentru Pastorația Migranților⁠(en)[traduceți] (până în 2009).
În anul 2009 a stârnit protestul Ministerului Israelian de Externe după ce a spus într-un interviu că situația palestinienilor aflați în Fâșia Gaza amintește de un „mare lagăr de concentrare”. Cardinalul a spus în interviul respectiv că nici una din părțile aflate în conflict nu ține cont de interesele celeilalte părți, iar violența care rezultă este consecința „urii, sărăciei și nedreptății.”